# Marianne (1955)
Marianne (Alternativtitel: Marianne, meine Jugendliebe) ist eine deutsch-französische Literaturverfilmung von Julien Duvivier aus dem Jahr 1955. Dem Drehbuch liegt der Roman Schmerzliches Arkadien von Peter de Mendelssohn zugrunde, der auch am Drehbuch mitgewirkt hat. Marianne Hold spielt sowohl in der deutschen als auch in der französischen Version die Hauptrolle. In der deutschen Version ist Horst Buchholz ihr Partner, in der französischen Version Pierre Vaneck.

## Handlung
Vincent Loringer, ein romantischer junger Mann, kommt neu in ein bayerisches Pensionat. Er singt gern Lieder, die seine Mitschüler nicht kennen und spielt dazu auf der Gitarre, sodass er von ihnen den Namen „der Argentinier“ erhält, was passend ist, da er tatsächlich dort herkommt.
Nicht nur der älteste Schüler des Internats, Manfred, ist an Vincents Freundschaft interessiert, sondern auch die anderen Jungen, da von Vincent eine unerklärliche Anziehungskraft ausgeht. Eines Tages rudern die Schüler der sogenannten „Räuberbande“ im Beisein Vincents wieder einmal gemeinsam zum anderen Ufer des Sees, wo sich ein isoliert liegendes Geisterhaus befindet, das viele Geheimnisse birgt. Sie dringen in das Gebäude ein, fliehen jedoch, als sie einen Schatten bemerken. Nur Vincent befindet sich nicht unter den Flüchtenden; ganz unvermittelt sieht er sich einer schönen jungen Frau gegenüber, die ihm sagt, dass sie gewusst habe, dass er eines Tages kommen werde. Obwohl sie in Rätseln spricht, ist Vincent von ihr verzaubert.
Als der junge Mann anderentags zurückkehrt, ist er wundersam verwandelt, er erzählt davon, dass er Marianne, ein engelgleiches Mädchen, gesehen habe. Er ist davon überzeugt, dass die junge Frau in dem Haus gefangen gehalten wird und er dazu ausersehen ist, sie zu befreien. So tut er in der folgenden Zeit alles, um dieses Ziel zu erreichen und bringt sich dabei mehr als nur einmal in Lebensgefahr. Seine Freunde versuchen ihn zu unterstützen, so gut es ihnen möglich ist.
Als Marianne Vincent eines Tages in einem Brief um Hilfe bittet, begegnet er dem Freiherrn, der ihm erzählt, dass der Verstand der jungen Frau verwirrt sei, seit sie der Mann, den sie einst liebte, kurz vor der Hochzeit verlassen hatte. Marianne indes erzählt ihm eine andere Geschichte. Als Vincent nach einer Ohnmacht das Anwesen erneut aufsucht, ist es leer, Marianne ist verschwunden. Nun hält auch Vincent nichts mehr in der Gegend, er verlässt die Schule, um nach seiner großen Liebe zu suchen. Seinen Freunden ist klar, dass sie ihn nicht aufhalten können, da seine Freude am Leben mit Mariannes Verschwinden schlagartig erloschen ist. Als Manfred Vincent verabschiedet, liest er in dessen Augen, dass Marianne Vincents ganzes Denken bestimmt, und in diesem Moment versteht er, dass Vincent Marianne wiederfinden wird, weil er sie wiederfinden muss, damit sein Leben „ein einziges Freudenfeuer“ wird.

## Französische Version
Regie und Drehbuch ebenfalls Julien Duvivier, Kamera und Musik wie in der deutschen Version, Schnitt: Marthe Poncin, Produktionsfirma: Allfram-Film GmbH (Frankfurt am Main), Royal-Produktions GmbH (München-Geiselgasteig), Régina Film S.A. (Paris), Filmsonor S.A. (Paris), Produzenten wie in der deutschen Version. Inspiriert durch den Roman Douloureuse Arcadie de Peter de Mendelssohn.
Marianne de ma Jeunesse (Marianne meiner Jugend)
- Marianne Hold: Marianne
- Pierre Vaneck: Vincent Loringer
- Isabelle Pia: Lise
- Jean Yonnel: Le Cevalier
- Jean Galland: Le Capitaine v. Brauer
- Rodolphe Minotti: Petit Felix
- Serge Delmas: Toby
- Claude Aragon: Jan
- Gérard Fallec: Alexis

## Produktion, Veröffentlichung
Der Film wurde 1954 in den Ateliers der Bavaria-Filmkunst in München-Geiselgasteig hergestellt. Die Außenaufnahmen entstanden in Hohenschwangau und auf Schloss Fuschl.
Die deutsche Version kam am 8. April 1955 in Köln zur Uraufführung. Die französische Version lief bereits am 18. März 1955 in Paris an. Sie wurde auch bei den Internationalen Filmfestspielen von Locarno gezeigt. In Österreich startete der Film im April 1956.
Er lief außerdem in folgenden Ländern: Belgien, Schweden, Japan, Finnland, Brasilien, Griechenland, den Niederlanden, Polen, Jugoslawien  und den USA, dort unter dem internationalen Titel Marianne of My Youth.
Am 15. April 2016 wurde der Film von der Pidax Film Media Ltd. (Alive AG) mit einer deutschen Sprachversion auf DVD herausgegeben.

## Kritik
Das Lexikon des internationalen Films beurteilte den Film überwiegend positiv und schrieb: „Duviviers Verfilmung der Novelle ‚Schmerzliches Arkadien‘ ist eine etwas wirre, dabei aber reizvolle Ausdeutung einer zeitlos erscheinenden Schülerliebe, angesiedelt in der Zone zwischen Wirklichkeit und Traum. Vollgepackt mit bildlichen Symbolen und psychoanalytischen Andeutungen, die die Erschließung der eigentlichen Handlung erschweren, stellt sich der wunderbar fotografierte Film als poesievolles Märchen dar, dessen Aussage mitunter in bedeutungsschwerem Kitsch untergeht.“